# Mats Persson (musiker)
Mats Arne Persson, kallad MP, född 26 februari 1959 i Harplinge församling, Hallands län, är en svensk musiker, gitarrist i Gyllene Tider, låtskrivare och skivproducent.
Persson lärde sig att spela piano vid fem års ålder. När han var tonåring så lärde han sig spela gitarr. Tillsammans med  Per Gessle, som han hade lärt känna 1976 på Kattegattgymnasiet, grundade han duon Graperock som senare blev bandet Gyllene Tider. Persson driver (2013) studion Tits & Ass i Halmstad och medverkar även på trummor i det lokala bandet Back on Stage. Han har även arbetat som tunnelarbetare vid bygget av Hallandsåstunneln.
Tillsammans med Gessle skrev Persson "Listen to Your Heart" som låg etta på Billboardlistan.